# Krynciliw
Krynciliw (ukr. Кринцілів) – wieś na Ukrainie, w obwodzie chmielnickim, w rejonie gródeckim.
Leży nad Zbruczem, naprzeciw Kręciłowa w obwodzie tarnopolskim, w rejonie husiatyńskim, który w okresie międzywojennym należał do Polski, gdzie stacjonowały jednostki graniczne Wojska Polskiego; we wrześniu 1921 placówkę wystawiła 3 kompania 23 batalionu celnego).